# Piedad de la Cruz Ortíz Real
Piedad de la Cruz Ortíz Real (12 novembre 1842 - 26 février 1916), était une religieuse catholique espagnole, fondatrice des Salésiennes du Sacré-Cœur de Jésus à Alcantarilla. Elle est vénérée comme bienheureuse par l'Église catholique. Sa fête est célébrée le 26 février.

## Biographie
Piedad de la Cruz Ortíz Real naît à Bocairente, dans la province de Valence, dans une famille modeste et religieuse. Elle est la cinquième de huit enfants. C'est à l'âge de dix ans qu'elle fait sa première communion, une expérience spirituelle qui l'influencera beaucoup. À l'école, elle se distingue par son attrait pour la prière. Elle poursuit ses études au Collège des Sœurs de la Sainte Famille de Bordeaux. Se sentant appelée à la vie religieuse, elle désire entrer dans cet Institut, mais devant la situation politique de l'époque, marquée par un fort anticléricalisme, son père la contraint à revenir dans la maison familiale.
Dès lors, elle mène une vie simple, faisant le catéchisme aux enfants et visitant les pauvres et les malades. Elle approfondit sa vie spirituelle et projette d'entrer chez les carmélites. Son père l'y autorise, mais à peine commence-t-elle le noviciat qu'elle tombe malade. Elle voit cet épisode comme un signe que la vie carmélite n'est pas sa voie. Elle part alors pour Barcelone, où elle aurait connu une expérience mystique. Le Sacré-Cœur lui serait apparu, lui montrant son côté ensanglanté, et demandant qu'elle donne naissance à sa propre congrégation. 
Encouragée par son confesseur, elle partit pour la province de Murcie, où les inondations de 1884 avaient tout détruit et délogé les ordres religieux sur place. C'est avec trois compagnes qu'elle s'implanta à Alcantarilla, où elle fonda, avec l'autorisation de l'évêque de Carthagène, la première communauté des Tertiaires de la Vierge du Carmel. Elles créèrent un hôpital où elles s'occupèrent notamment des malades et y accueillirent les orphelins. Devant l'accroissement des jeunes filles qui les rejoignirent, une nouvelle communauté fut fondée à Caudete. Mais des conflits internes forcèrent la dislocation de l'Institut et Piedad de la Cruz se retrouva seule,. 
Après s'être retirée pour quelque temps à Orihuela, elle donna naissance le 8 septembre 1890 à une nouvelle congrégation : les Salésiennes du Sacré-Cœur de Jésus. Elle l'implanta à Alcantarilla, et dans l'esprit salésien, le nouvel institut a pour but de prendre en charge la jeunesse, par l'enseignement, le catéchisme, et de recueillir les orphelins et de leur donner une éducation. Elle s'occupe également de malades et de personnes âgées abandonnées. Nommée directrice de son école à Alcantarilla, Piedad de la Cruz aura pour élève Juan Sáez Hurtado, futur prêtre et aujourd'hui reconnu vénérable. Elle mourut le 26 février 1916, considérée comme une sainte par la population,,.

## Béatification
La cause pour la béatification et canonisation de Piedad de la Cruz débute le 6 février 1982 dans le diocèse de Carthagène, après l'aval du Saint-Siège. L'enquête diocésaine se clôture le 3 février 1984 puis est envoyée à Rome pour y être étudiée par la Congrégation pour les causes des saints,. 
Le 1er juillet 2000, le pape Jean-Paul II reconnaît l'héroïcité de ses vertus et la déclare vénérable. Le 12 avril 2003, le pape promulgue un décret reconnaissant un miracle attribué à son intercession, ouvrant ainsi la voie à la béatification.
Piedad de la Cruz est béatifiée le 21 mars 2004, place Saint-Pierre de Rome par Jean-Paul II. Dans son homélie, le pape dira d'elle : "La Mère Piedad réunit plusieurs jeunes filles désireuses de montrer aux humbles et aux pauvres l'amour du Père providentiel manifesté dans le Cœur de Jésus, donnant ainsi vie à une nouvelle famille religieuse. Modèle de vertus chrétiennes et religieuses, pleine d'amour pour le Christ, la Vierge Marie et les pauvres, elle nous laisse un exemple d'austérité, de prière et de charité envers tous les indigents.".
Elle est commémorée le 26 février selon le Martyrologe romain.